# Nic Jonk

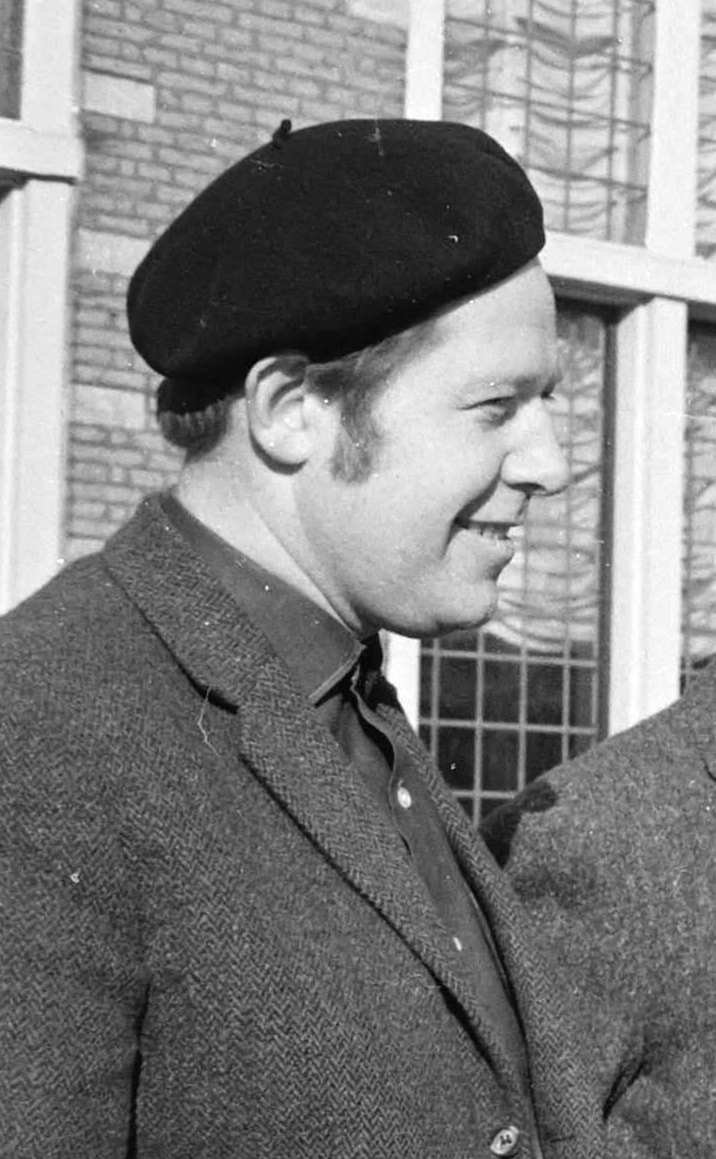
Nic Jonk nel 1963

Nic Jonk (Grootschermer, 11 luglio 1928 – Alkmaar, 11 ottobre 1994) è stato uno scultore olandese.

## Biografia
Nic Jonk proveniva da una povera famiglia di contadini ed entrò nel mondo della pubblicità all'età di 17 anni. Nel 1947 completò un corso serale presso la Gerrit Rietveld Academie di Amsterdam. Lì ebbe Wessel Couzijn come insegnante, che lo incoraggiò a continuare con gli studi. Un giorno alla settimana, continuò la sua formazione in disegno presso la Rijksnormaalschool, sempre ad Amsterdam.
Nel 1949 è presente alla prima mostra Sonsbeek a Sonsbeek, Arnhem. Per l'effetto che la mostre ebbe su di lui, decide di concentrarsi sulla scultura. Nel 1953 si reca alla Rijksakademie van Beeldende Kunsten. Tre anni dopo, deluso dalla formazione presso questa accademia, la lascia e avvia un'attività in proprio.
Dal 1961 al 1962, Nic Jonk insegna alla Koninklijke Academie voor Kunst en Vormgeving di 's-Hertogenbosch. Fonda poi Ateliers '63 insieme a Wessel Couzijn e Mari Andriessen, tra gli altri, dove è anche insegnante fino al 1966. Ha prodotto il design per la prima (1964) Colombina e Arlecchino, premi teatrali del VSCD. Nell'anno accademico 1974-1975 insegna anche brevemente alla Gerrit Rietveld Academie di Amsterdam. Nel 1965 si stabilì con la moglie, la poetessa Greet Jonk-Commandeur, e i loro sei figli a Grootschermer, dove allestì un parco delle sculture.

## Galleria d'immagini

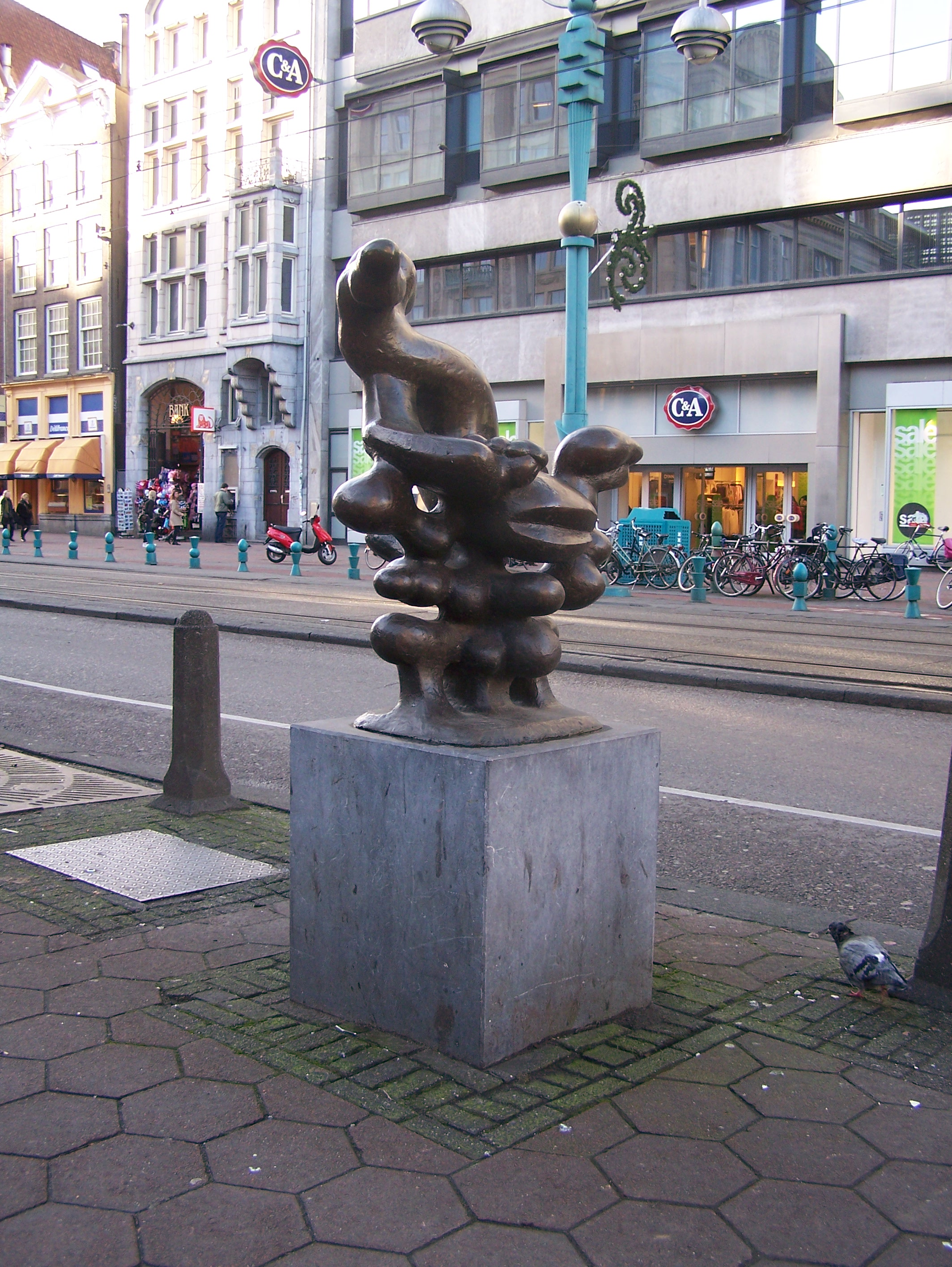
Jonas en de walvis (1968), Damrak, Amsterdam
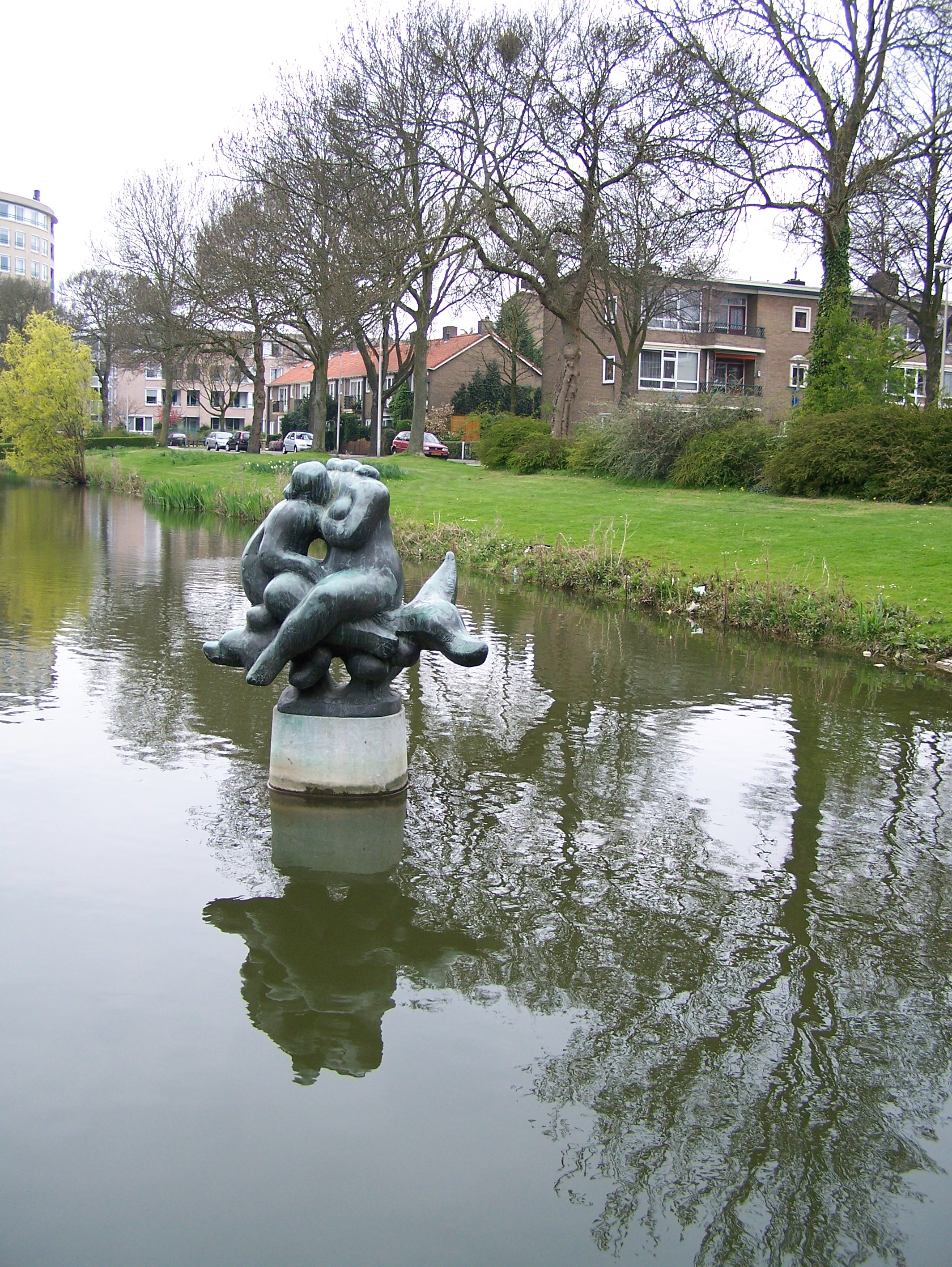
Nereïde op Triton (1972), Ridderplantsoen, Utrecht
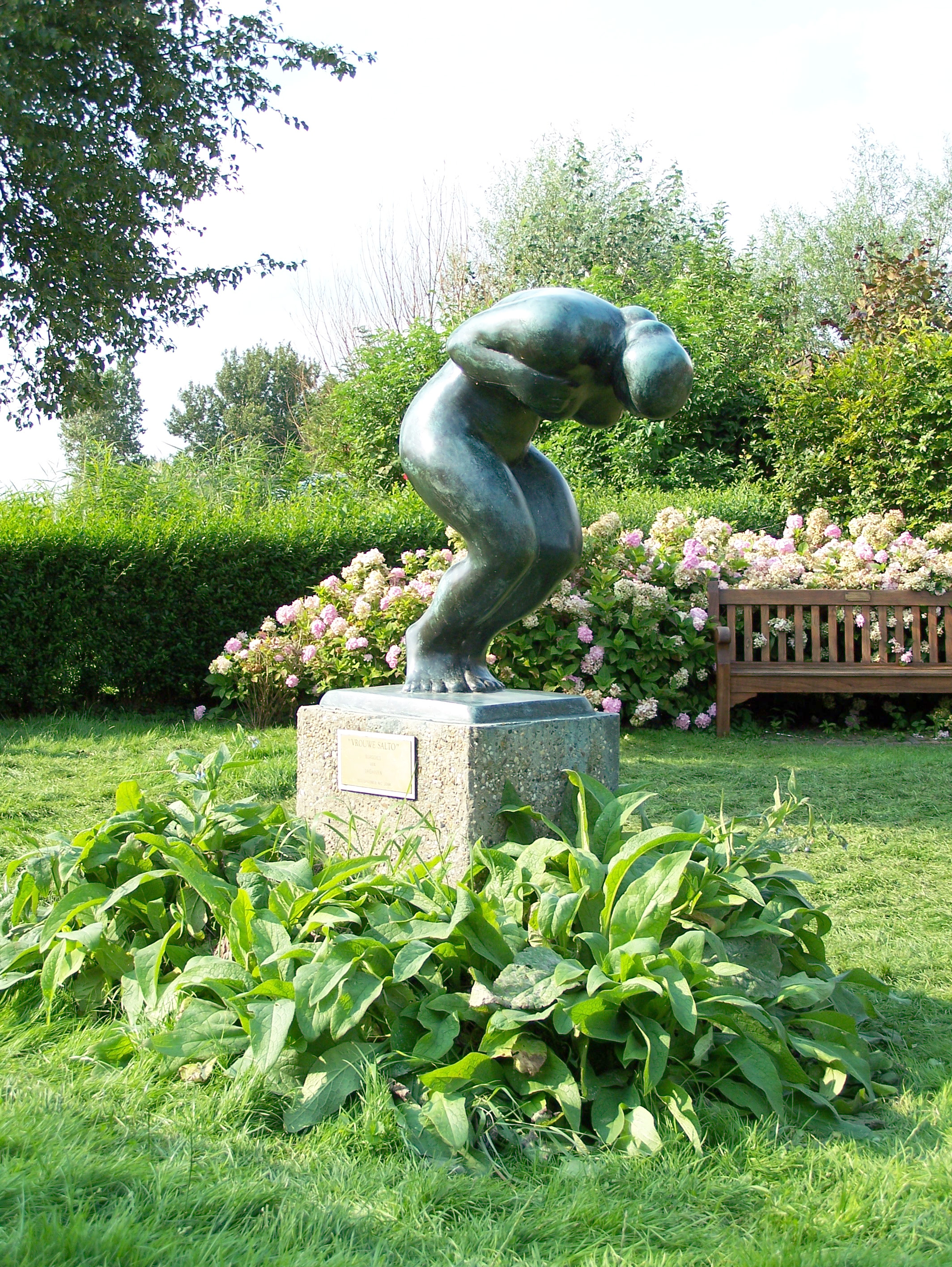
Vrouwe Salto (1973-1983), Driehuizen (Schermer)
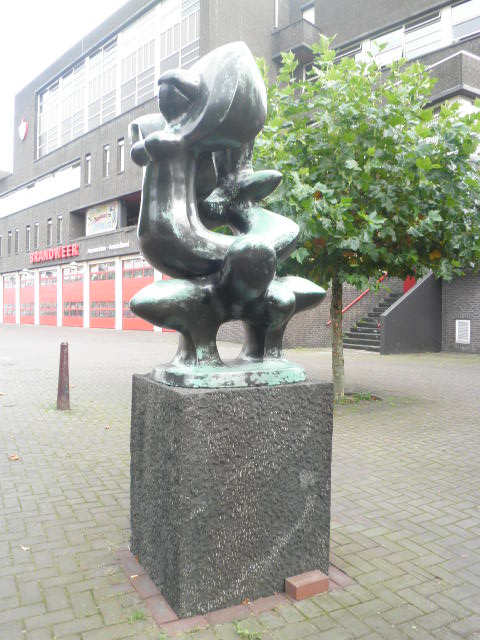
Sirene (1976), Amsterdam
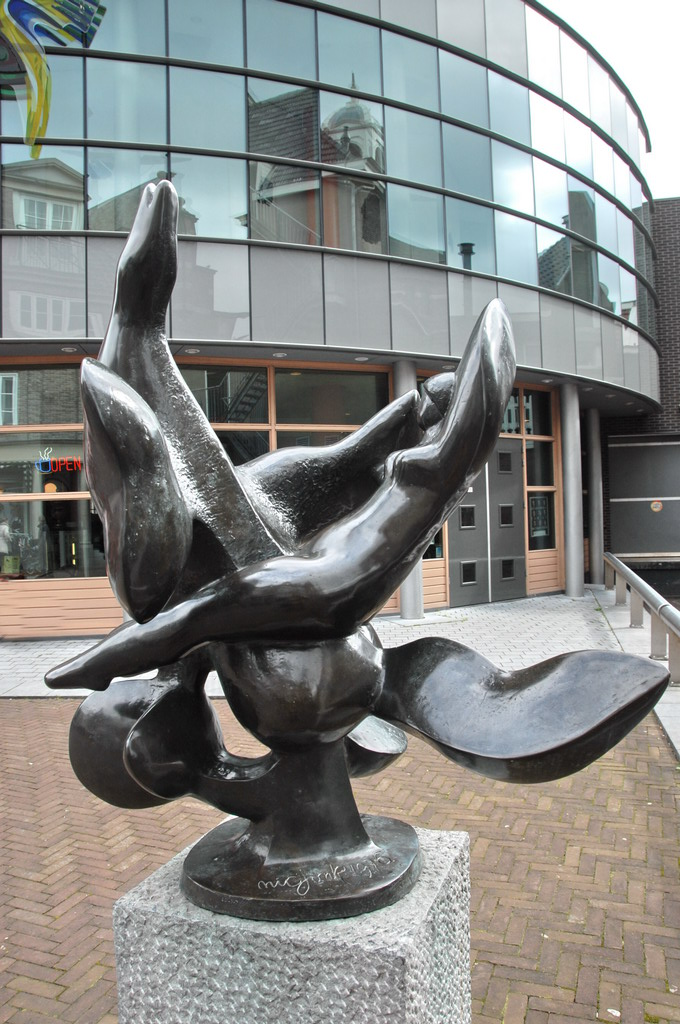
Aarde en Water (1976), Purmerend
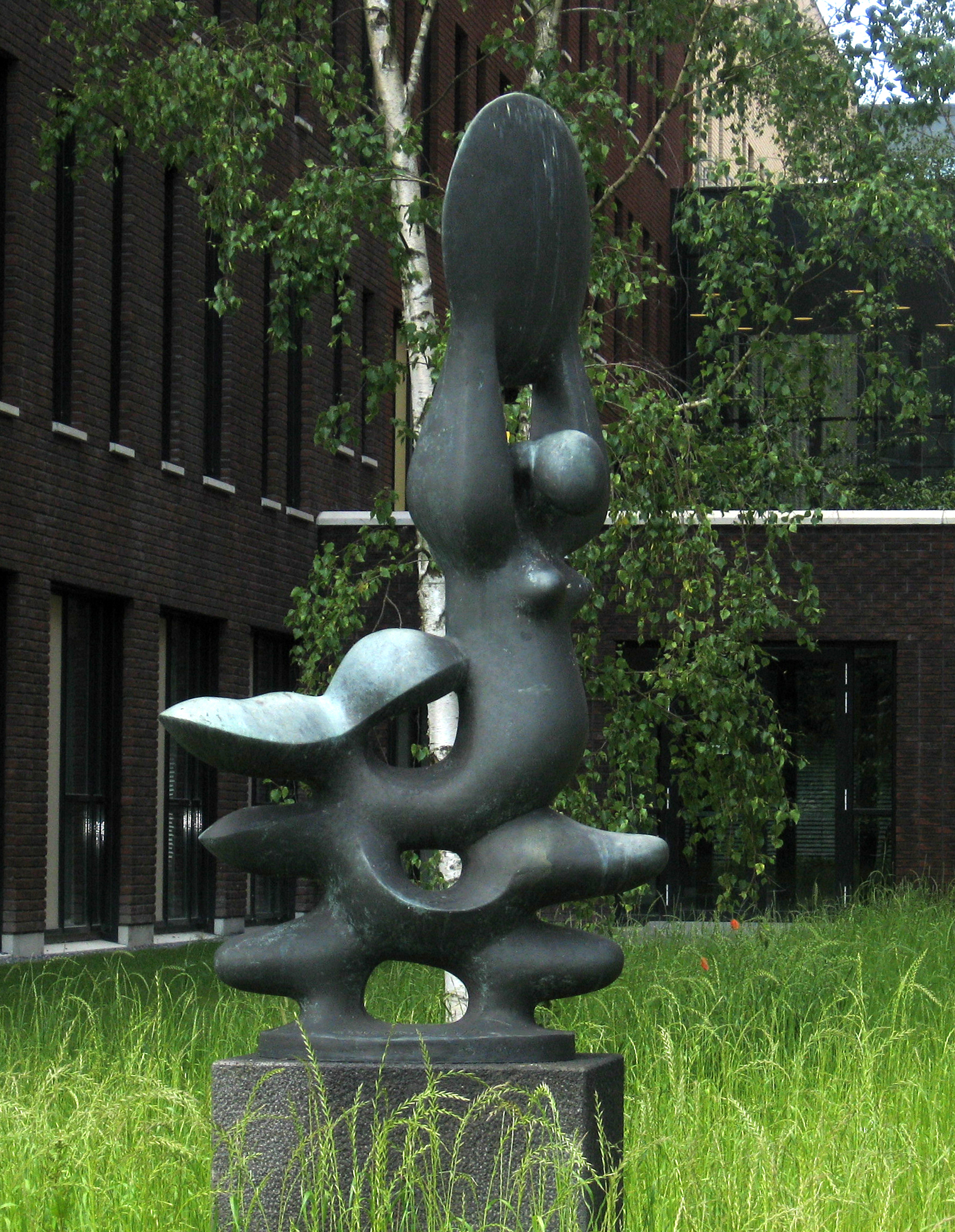
Water en zon (1977-2011), 's-Hertogenbosch
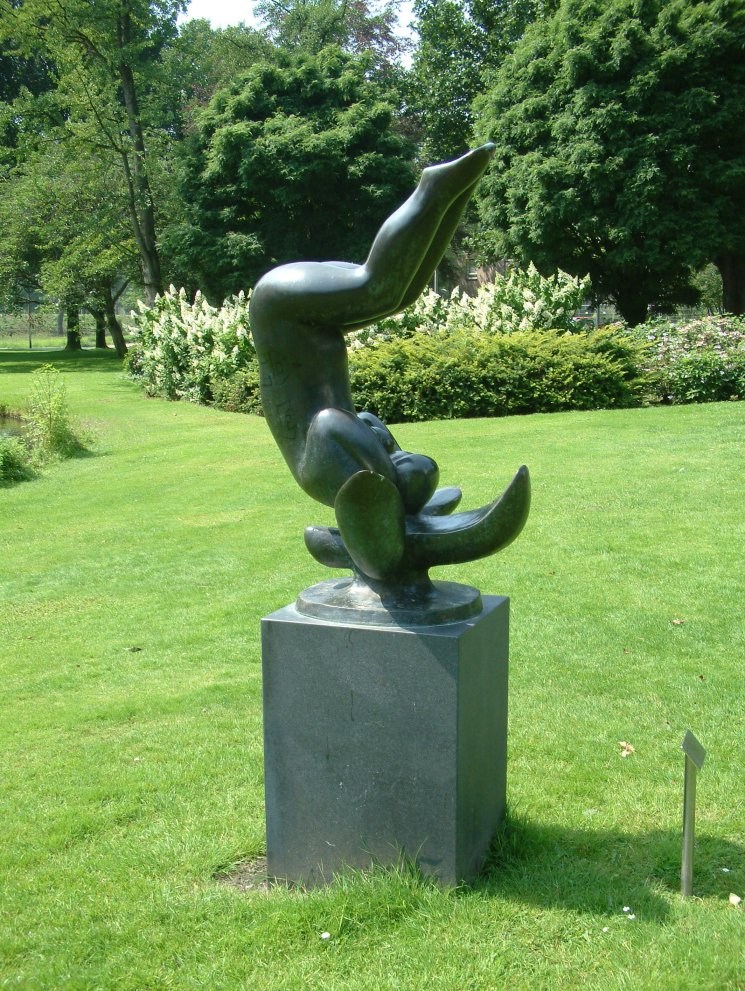
Zwemster (1978-1980), Stadswandelpark, Eindhoven
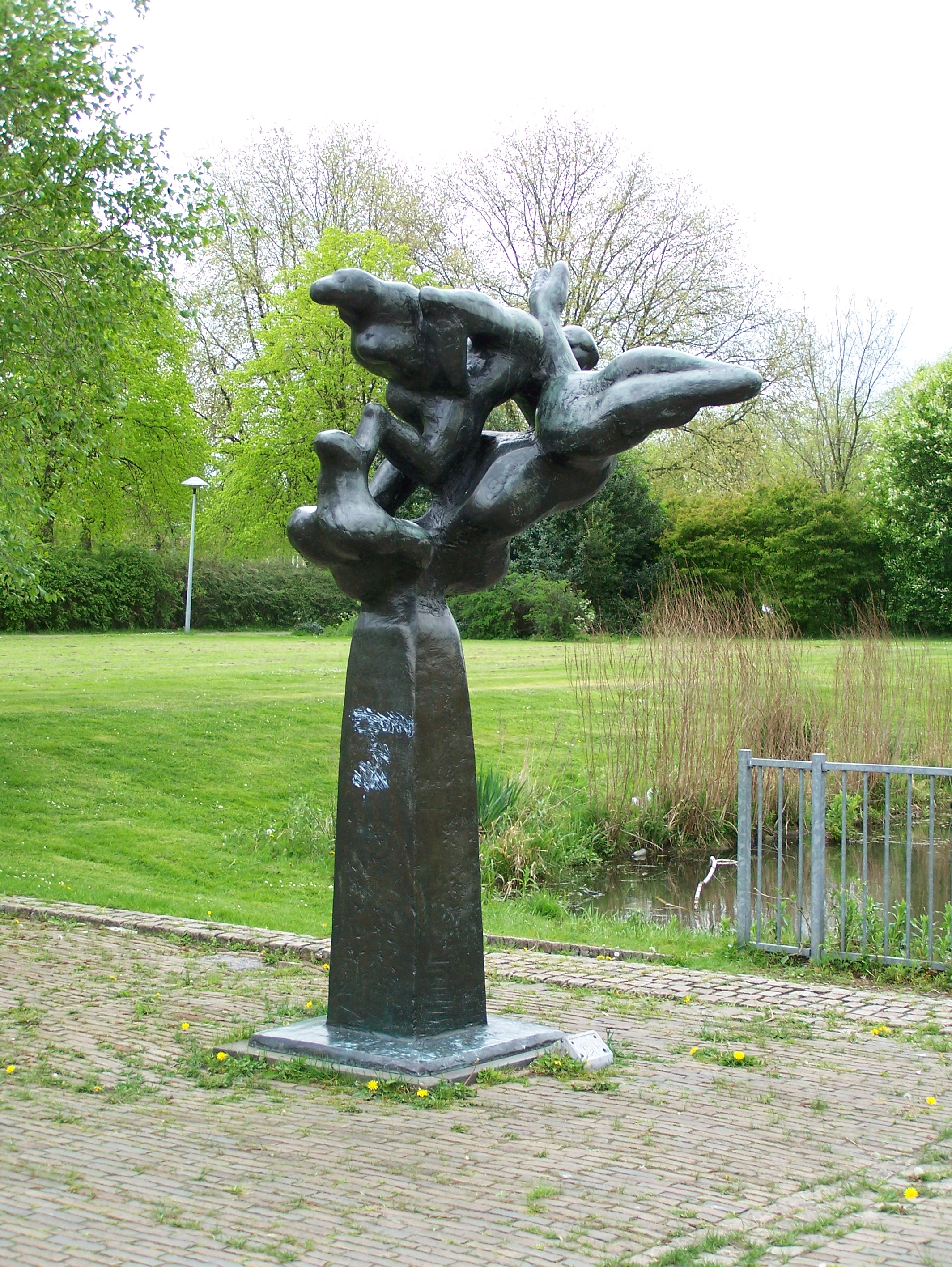
Heracles met Hydra (1979), Utrecht
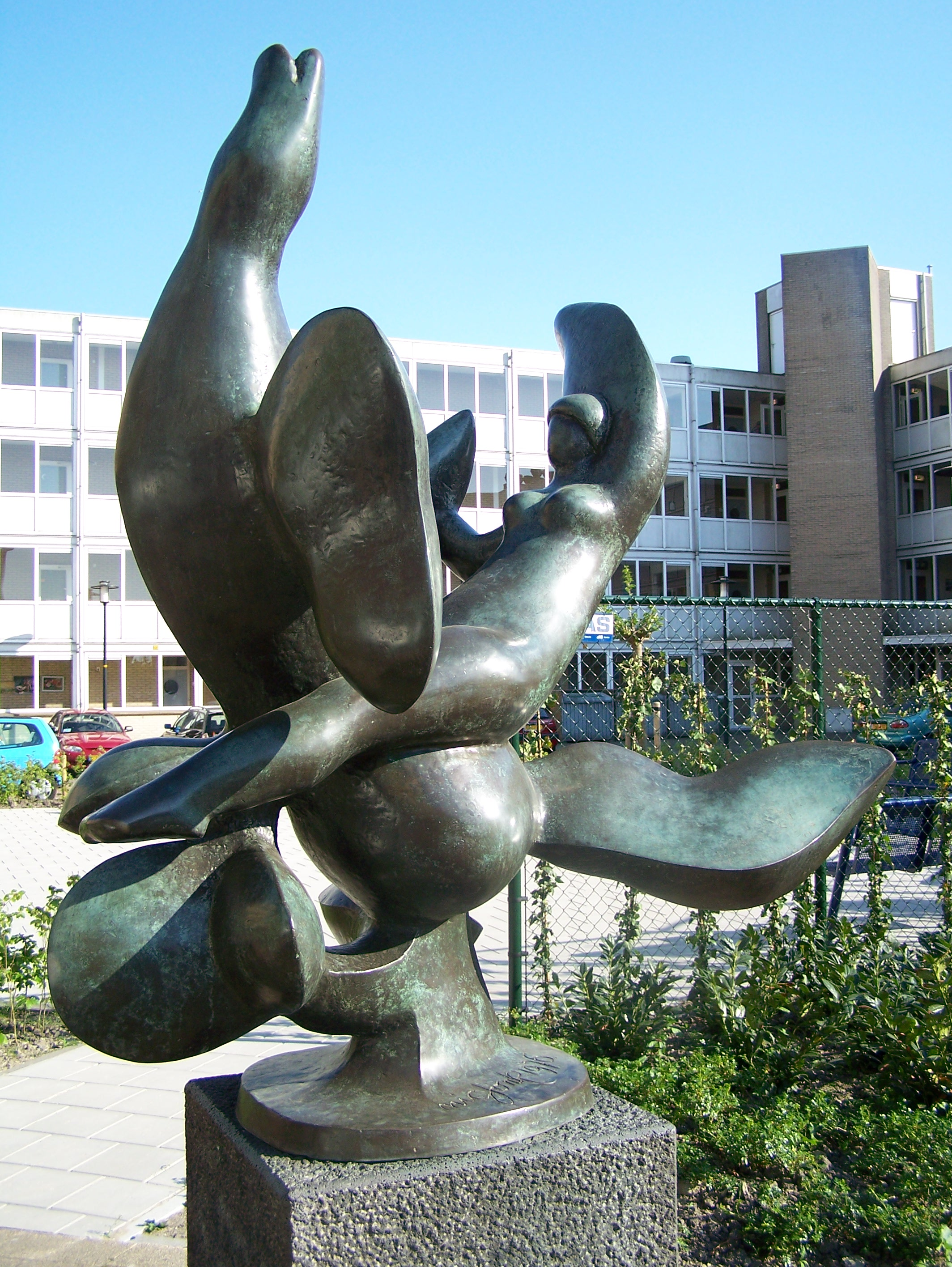
Aarde en Water (1980), Heerhugowaard
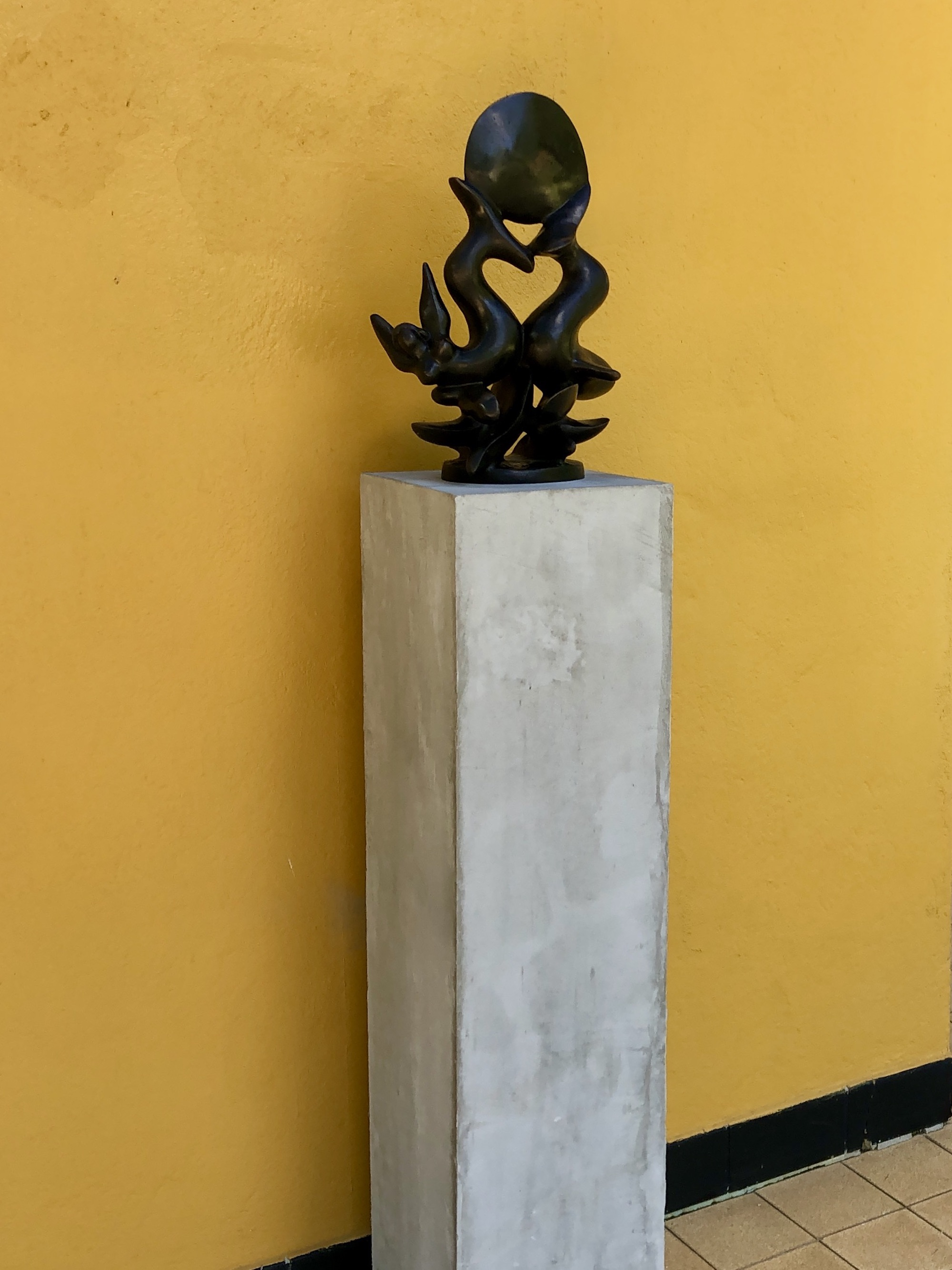
Pacific (1983), Beeldentuin Blue Bay, Curaçao
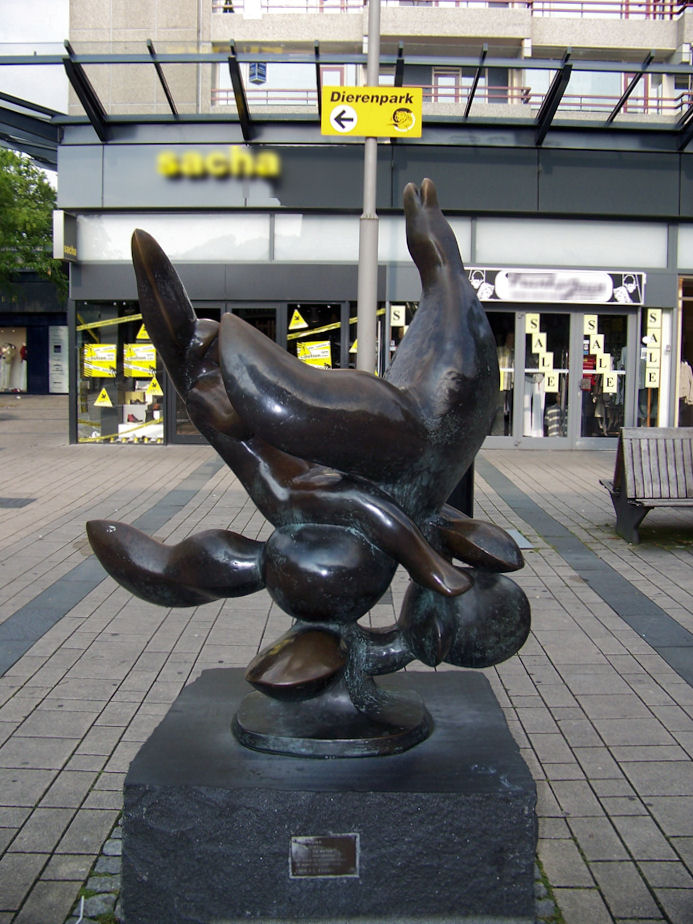
Aarde en Water (1988), Emmen
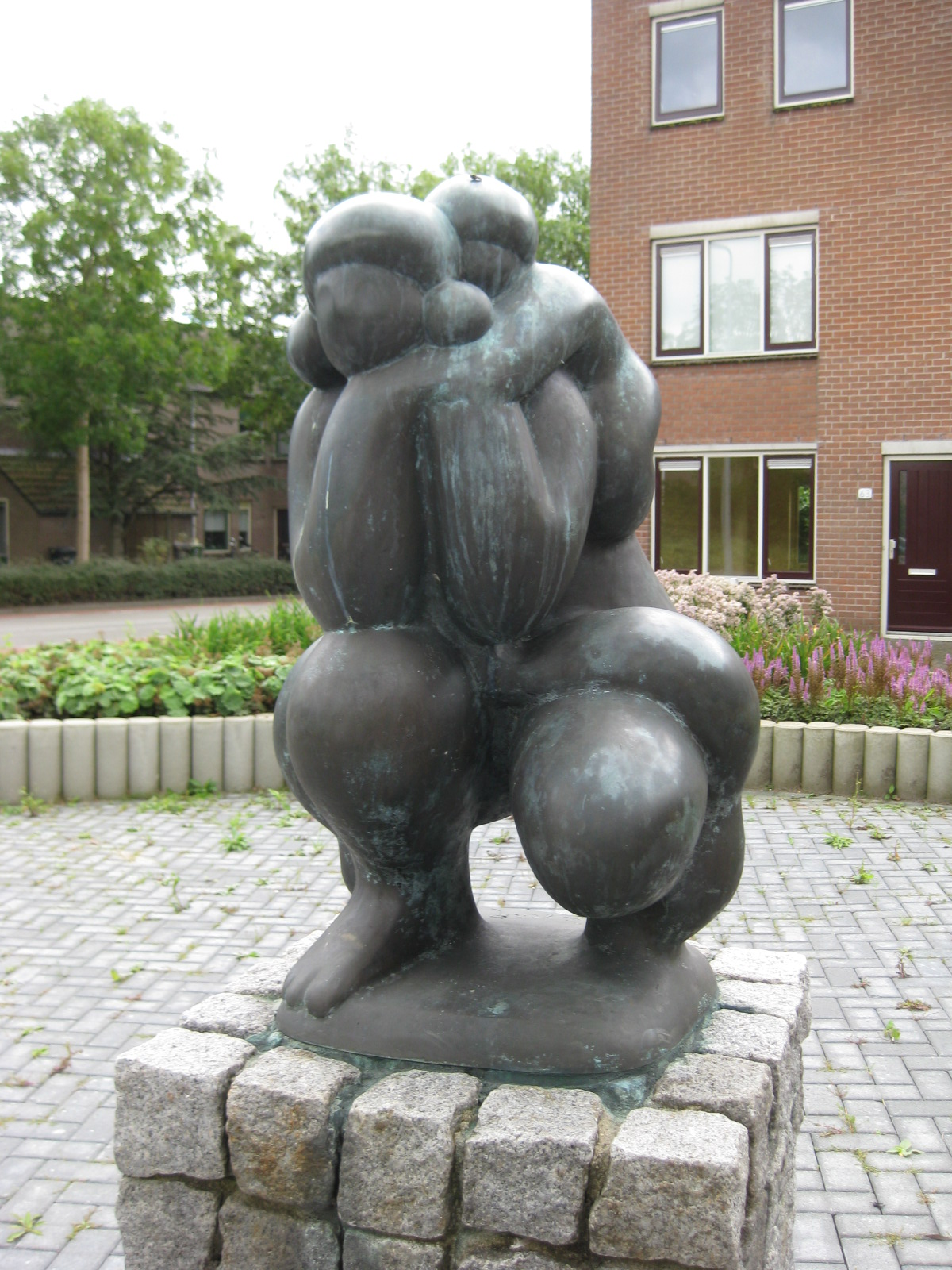
Moeder en Kind (2009), Hoorn